# 山木武夫
山木 武夫（やまき たけお、1893年（明治26年）4月4日 - 1983年（昭和58年）10月11日）は、昭和時代の政治家。農政家。衆議院議員（1期）。別名に栄太、孫左衛門。

## 経歴
農業・山木孫左衛門の長男として山形県東田川郡新堀村落野目（現酒田市落野目）に生まれる。1910年（明治43年）藤島の庄内農学校を卒業し、家業に従事する傍ら新堀村小学校の代用教員を務める。県立自治講習所に入り加藤完治に学び、1918年（大正7年）同所を卒業すると農村問題に取り組み、大陸移民政策の推進に関与した。1928年（昭和3年）落野目信用組合を組織し同組合長となり、農業倉庫を設立し、県信用組合連合会、県連合農業倉庫、北斗会などの理事を歴任した。1941年（昭和16年）全国の篤農家11人から選ばれ、当時の首相近衛文麿から表彰を受けた。
戦時中は県農業会理事田川支部長、新堀村農業会会長を歴任した。終戦後、1946年（昭和21年）4月の第22回衆議院議員総選挙では山形選挙区から無所属で出馬し当選。衆議院議員を1期務めた。1947年（昭和22年）新堀村長に就任し、1954年（昭和29年）の酒田市への合併後は市議会議員、同議長として市政を担当し、県信連会長、農林中央金庫理事などの公職を経て、1972年（昭和47年）引退した。墓所は落野目にある。